# 张珍 (元朝)
张珍（？—1353年），字元谅，元朝东昌堂邑人。
张珍是張泰亨的曾孙，张继祖之孙，张震之子，张珽之弟。以恩荫授为武略将军、颖州翼万户。镇守杭州。至正十二年，红巾军攻陷常州，张珍引兵埋伏在横林，邀击打败敌军，收复常州。至正十三年，江阴红巾军起兵，太尉纳麟召张珍进讨，斩获非常多。八月，浙东元帅野先与张珍合兵屯守胡村，野先败死，张珍冒围以入，马蹶，拔所佩刀自刎而死。当时江浙参政买住丁按兵不救，于是张珍等人遇难。